# Patrick Sang
Patrick Sang (11 aprile 1964) è un ex siepista e maratoneta keniota.

## Palmarès
| Anno | Manifestazione     | Sede       | Evento       | Risultato | Prestazione | Note |
| ---- | ------------------ | ---------- | ------------ | --------- | ----------- | ---- |
| 1987 | Giochi panafricani | Nairobi    | 3000 m siepi | Oro       | 8'33"69     |      |
| 1987 | Mondiali           | Roma       | 3000 m siepi | 8º        | 8'20"45     |      |
| 1988 | Giochi olimpici    | Seul       | 3000 m siepi | 7º        | 8'15"22     |      |
| 1989 | Universiadi        | Duisburg   | 3000 m siepi | Oro       | 8'32"79     |      |
| 1991 | Mondiali           | Tokyo      | 3000 m siepi | Argento   | 8'13"44     |      |
| 1992 | Giochi olimpici    | Barcellona | 3000 m siepi | Argento   | 8'09"55     |      |
| 1993 | Mondiali           | Stoccarda  | 3000 m siepi | Argento   | 8'07"53     |      |

## Altre competizioni internazionali
1987
- Bronzo all'ISTAF Berlin ( Berlino Ovest), 3000 m siepi - 8'20"66
- Bronzo al Prefontaine Classic ( Eugene), 3000 m siepi - 8'31"73
- 11º al Memorial Van Damme ( Bruxelles), 3000 m siepi - 8'34"14

1988
- Argento alla Grand Prix Final ( Berlino Ovest), 3000 m siepi - 8'25"27
- Argento al Bauhaus-Galan ( Stoccolma), 3000 m siepi - 8'16"07
- Argento all'ISTAF Berlin ( Berlino Ovest), 3000 m siepi - 8'25"07

1989
- Argento al Bauhaus-Galan ( Stoccolma), 3000 m siepi - 8'06"03
- 8º all'Herculis ( Monaco), 3000 m siepi - 8'23"97
- 12º alla Crescent City Classic ( New Orleans) - 28'44"
- Oro alla Prime Health Kansas City ( Kansas City) - 29'17"
- Oro alla Redbud Classic ( Oklahoma City) - 29'57"

1990
- Argento alla Grand Prix Final ( Atene), 3000 m siepi - 8'24"77
- Oro all'ISTAF Berlin ( Berlino), 3000 m siepi - 8'16"58
- Bronzo al Bauhaus-Galan ( Stoccolma), 3000 m siepi - 8'20"04

1991
- Bronzo alla Grand Prix Final ( Barcellona), 3000 m siepi - 8'15"85
- Oro all'Athletissima ( Bruxelles), 3000 m siepi - 8'14"92
- 6º al Memorial Van Damme ( Bruxelles), 3000 m siepi - 8'16"66
- 4º al Bauhaus-Galan ( Stoccolma), 3000 m siepi - 8'17"19
- Argento all'ISTAF Berlin ( Berlino), 3000 m siepi - 8'17"73
- 7º al Giro Media Blenio ( Dongio) - 33'17"

1992
- 4º all'Athletissima ( Losanna), 5000 m piani - 13'34"95
- Oro all'ISTAF Berlin ( Berlino), 3000 m siepi - 8'11"14
- 5º all'Herculis ( Monaco), 3000 m siepi - 8'14"95
- Argento al Memorial Van Damme ( Bruxelles), 3000 m siepi - 8'16"40
- Bronzo al Giro Media Blenio ( Dongio) - 33'28"

1993
- Oro alla Grand Prix Final ( Londra), 3000 m siepi - 8'15"53
- Oro all'ISTAF Berlin ( Berlino), 3000 m siepi - 8'11"08
- Argento all'Herculis ( Monaco), 3000 m siepi - 8'15"63
- 4º ai Bislett Games ( Oslo), 3000 m siepi - 8'19"71
- 4º al Golden Gala ( Roma), 3000 m siepi - 8'22"17

1994
- Argento all'Herculis ( Monaco), 3000 m siepi - 8'12"16
- 5º all'ISTAF Berlin ( Berlino), 3000 m siepi - 8'12"16
- 5º al Memorial Van Damme ( Bruxelles), 3000 m siepi - 8'19"47

1995
- Argento all'Herculis ( Monaco), 3000 m siepi - 8'06"80
- 4º al Golden Gala ( Roma), 3000 m siepi - 8'08"41
- Bronzo al Bauhaus-Galan ( Stoccolma), 3000 m siepi - 8'10"56
- 5º al Memorial Van Damme ( Bruxelles), 3000 m siepi - 8'12"14
- Argento ai Bislett Games ( Oslo), 3000 m siepi - 8'13"02
- 6º all'ISTAF Berlin ( Berlino), 3000 m siepi - 8'20"13
- 7º al Giro Media Blenio ( Dongio) - 29'14"

1996
- Bronzo all'Herculis ( Monaco), 3000 m siepi - 8'09"77
- Argento al Memorial Van Damme ( Bruxelles), 3000 m siepi - 8'12"04
- Bronzo al Golden Gala ( Roma), 3000 m siepi - 8'15"13
- 5º all'Athletissima ( Losanna), 3000 m siepi - 8'18"28
- 4º alla Greifenseelauf ( Zurigo) - 1h02'23"

1997
- 5º all'Herculis ( Monaco), 3000 m siepi - 8'06"25
- Bronzo al Memorial Van Damme ( Bruxelles), 3000 m siepi - 8'08"52
- 5º al Golden Gala ( Roma), 3000 m siepi - 8'15"56
- 4º all'Athletissima ( Losanna), 3000 m siepi - 8'18"69
- 6º al Giro Media Blenio ( Dongio) - 28'51"

1998
- Bronzo all'Herculis ( Monaco), 3000 m siepi - 8'08"01
- Bronzo al Meeting de Paris ( Parigi), 3000 m siepi - 8'14"07
- 6º al Golden Gala ( Roma), 3000 m siepi - 8'14"33
- 6º al Giro Media Blenio ( Dongio) - 29'07"

1999
- 9º alla Maratona di Amsterdam ( Amsterdam) - 2h14'03"
- 17º alla Maratona di Rotterdam ( Rotterdam) - 2h15'37"
- Argento alla The Hague City-Pier-City ( L'Aia) - 1h01'02"
- Oro alla Greifenseelauf ( Uster) - 1h03'31"

2000
- 18º alla Maratona di Amsterdam ( Amsterdam) - 2h18'50"
- 14º alla Maratona di Praga ( Praga) - 2h17'51"
- 16º alla Stramilano ( Milano) - 1h03'08"
- Bronzo alla Greifenseelauf ( Uster) - 1h04'04"

2002
- 11º alla Mezza maratona di Salisburgo ( Salisburgo) - 1h12'28"

2003
- 12º alla Mezza maratona di Salisburgo ( Salisburgo) - 1h13'58"